# بین هوا
بین هوا (به لاتین: Biên Hòa) یک شهر در ویتنام است که در استان دونگ نای واقع شده‌است.

## خصوصیات
بین هوا ۲۶۸ کیلومترمربع مساحت و ۱٬۰۰۰٬۰۰۰ نفر جمعیت دارد.